# Passion (1982)
Passion is een Franse dramafilm uit 1982 onder regie van Jean-Luc Godard.

## Verhaal
Een filmregisseur draait een kunstfilm. De scènes in die film zijn reproducties van werken van schilders Goya en Velázquez. Wanneer hij niet kan uitleggen aan zijn producenten waar de film over gaat, besluiten zij de geldkraan dicht te draaien. Intussen heeft de regisseur een affaire met de vrouw van zijn hoteleigenaar.

## Rolverdeling
| Acteur                 | Personage     |
| ---------------------- | ------------- |
| Isabelle Huppert       | Isabelle      |
| Michel Piccoli         | Michel        |
| Hanna Schygulla        | Hanna         |
| Jerzy Radziwilowicz    | Jerzy         |
| László Szabó           | László        |
| Jean-François Stévenin | Jean-François |
| Myriem Roussel         | Doofstomme    |